# Afrikanische Bilche
Die Afrikanischen Bilche oder Pinselschwanzbilche (Graphiurus) sind baumbewohnende Nachttiere der afrikanischen Regenwälder und Savannen.

## Merkmale
Die Arten der Gattung sind durchweg eher klein mit einer Kopf-Rumpf-Länge von 7 bis 16 Zentimetern, hinzu kommt ein 5 bis 13 Zentimeter langer Schwanz. Die größte Art der Gattung ist dabei Graphiurus nagtglasii. Die typische Färbung ist oberseits grau und unterseits weiß, mit einer einfachen schwarzen und weißen Gesichtszeichnung, der Brillenbilch (Graphiurus ocularis) besitzt eine deutlich ausgeprägtere Maskenzeichnung. Der Schwanz ist grau mit einer weißen Unterseite und einer weißen Schwanzspitze. In ihrem Habitus entsprechen die Afrikanischen Bilche kleinen baumlebenden Hörnchen, denen sie auch in der Lebensweise ähnlich sind. Die meisten Arten sind sich sehr ähnlich und sind daher nur schwer voneinander zu unterscheiden, nur wenige Arten wie der Brillenbilch besitzen spezifische äußere Merkmale.
Der Schädel der Afrikanischen Bilche ist durch eine kurze und häufig breite Schnauzenregion sowie weitere, sehr spezifische Merkmale gekennzeichnet. Die Jochbeinplatte vor dem Jochbogen ist sehr schmal und liegt vollständig unterhalb des Foramen infraorbitale. Wie bei allen Hörnchenartigen ist die Kaumuskulatur und vor allem der Musculus masseter und dessen Ansatz und Führung am Schädel grundsätzlich hystricomorph, allerdings gattungstypisch modifiziert. Die Schneidezähne (Incisivi) bilden in der Aufsicht eine typische V-förmige Schneidefläche und die Backenzähne (Praemolares und Molares) besitzen nur undeutliche und bei vielen Arten unvollständige oder fehlende Schmelzleisten. Arten, die in der Regel in Felshöhlen leben, etwa der Brillenbilch oder der Afrikanische Felsenbilch (Graphiurus platyops) unterscheiden sich von baumlebenden Arten durch einen abgeflachten Hirnschädel.

## Verbreitung
Die Verbreitung der Gattung ist auf Afrika südlich der Sahara (Subsahara-Afrika) beschränkt. Viele Arten sind dabei nur aus sehr begrenzten Verbreitungsgebieten bekannt und sind in einzelnen Regionen endemisch, andere Arten verfügen über größere Verbreitungsgebiete.

## Lebensweise

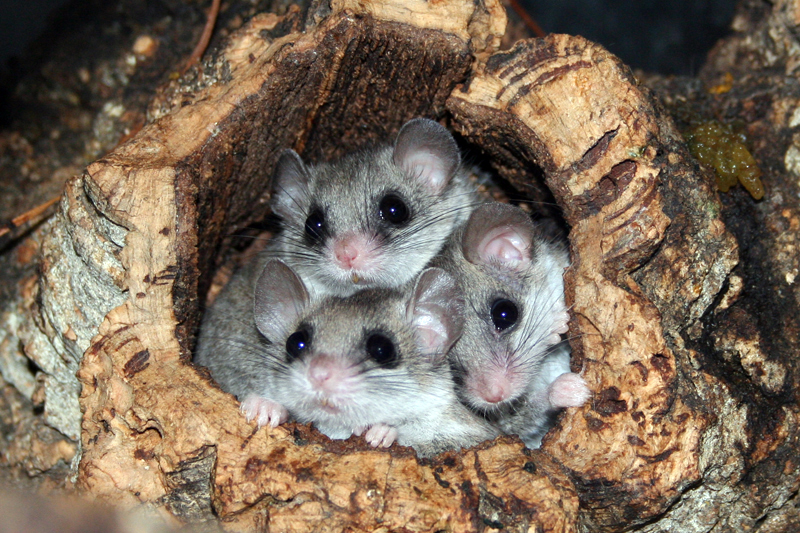
Afrikanische Bilche, wahrscheinlich Graphiurus murinus

Afrikanische Bilche leben in vielfältigen Habitaten und sind vor allem in tropischen Regenwaldgebieten, feuchten und trockenen Bergwäldern, bewaldeten Savannen und Grasland sowie in südlichen Afrika auch im Karoo und im Fynbos verbreitet. In vegetationslosen Trockengebieten wie der Namib fehlen die Arten oder sie kommen nur im Bereich von Oasen vor. Zentrale Elemente ihrer Lebensräume sind Bäume, Holzranken, Gebüsche und auch Kopjes, in denen die Tiere sich verstecken und ihre Nester bauen können.
Die Tiere sind weitgehend nachtaktiv und durchweg gute Kletterer. In Waldgebieten halten sie sich fast ausschließlich im Geäst auf und auch die Arten, die im Grasland oder felsigen Gebieten leben und häufig auch am Boden anzutreffen sind, suchen nach Gebüschen und Bäumen. Als Allesfresser suchen sie vor allem nach Früchten, Nüssen, Samen und Insekten. Der Brillenbilch ist dagegen weitgehend insectivor und ernährt sich entsprechend überwiegend von Insekten. Einige Arten, etwa der Lorrain-Bilch (Graphiurus lorraineus) und der Afrikanische Waldbilch (Graphiurus murinus) überdauern Zeiten mit geringen Temperaturen oder Nahrungsmangel durch einen Schlafzustand, den Torpor.
Früher drangen manche dieser Bilche auch in menschliche Behausungen ein und lebten dort auf Speichern und Dachböden. Heute sind sie durch die Konkurrenz der eingeschleppten Wanderratte weitgehend aus menschlichen Siedlungen verschwunden.

## Evolution und Systematik

### Evolution
Die Afrikanischen Bilche werden als vergleichsweise ursprüngliche Nagetiere und Hörnchenartige betrachtet. Es wird angenommen, dass sie seit dem Miozän in Afrika leben. Die ältesten Fossilien, die den Graphiurinae zugeordnet werden, stammen aus dem späten Miozän aus Namibia und Südafrika. Als ältester Vertreter gilt Otaviglis aus Namibia, dessen Überreste etwa 10 bis 11 Millionen Jahre alt sind. Man nimmt an, dass er sich aus Microdryomys in Nordafrika entwickelt haben könnte und ein direkter Vorläufer der Gattung Graphiurus ist. Phylogenetische Untersuchungen und eine Abschätzung des Alters der Gattung anhand der molekularen Uhr lassen darauf schließen, dass die Ausbreitung und adaptive Radiation der Gattung vor etwa 8 bis 10 Millionen Jahren stattfand.

### Systematik
Die Afrikanischen Bilche wurden von dem südafrikanischen Zoologen Johannes Smuts 1832 als eigene Gattung mit dem Brillenbilch (Graphiurus ocularis) als Typusart beschrieben. Herluf Winge ordnete sie 1887 einer eigenen Unterfamilie Graphiurinae innerhalb der Bilche zu, die den Glirinae und Leithiinae gegenübergestellt wird. Die Gattung und Unterfamilie wurde in molekularbiologischen Studien als monophyletische Gruppe bestätigt, sie stellt innerhalb der Bilche das ursprünglichste Taxon dar und wird dem gemeinsamen Taxon aus Glirinae und Leithiinae als Schwestergruppe gegenübergestellt.
Die Anzahl der Arten sowie die Zuordnung von Unterarten variiert in verschiedenen Veröffentlichungen, aktuell werden die folgenden 15 Arten zu dieser Gattung gezählt:

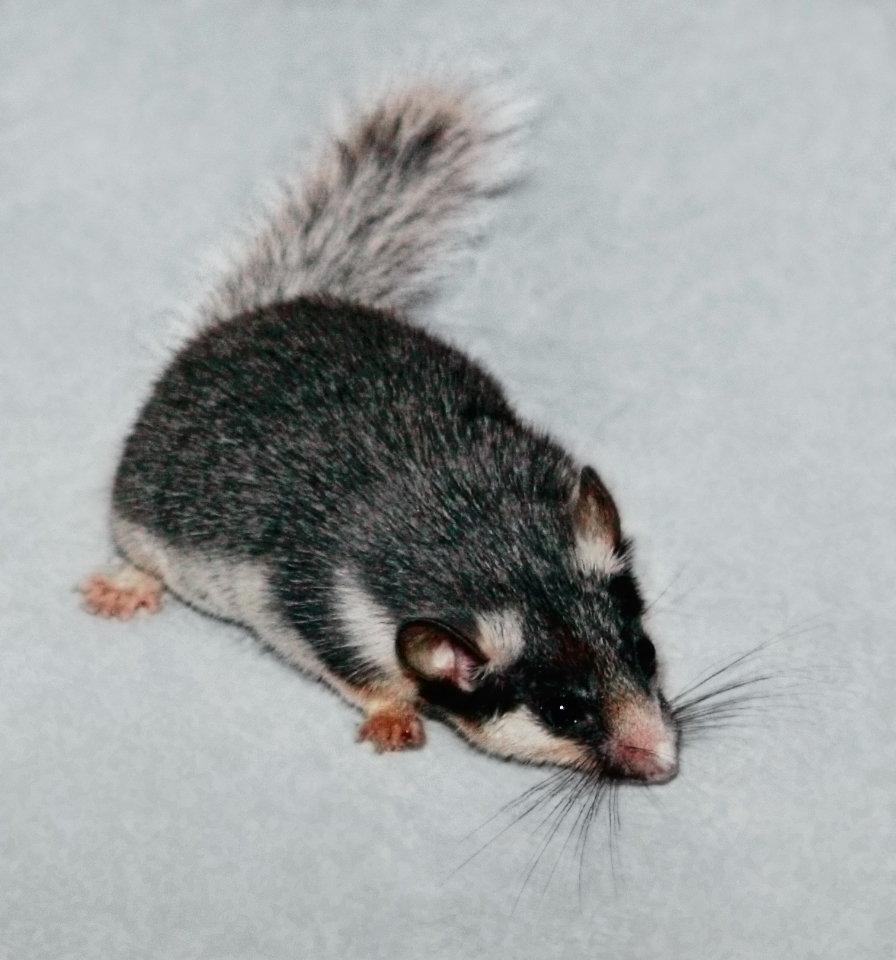
Brillenbilch (Graphiurus ocularis)

- Angola-Bilch (Graphiurus angolensis)
- Christys Bilch (Graphiurus christyi)
- Jentinks Bilch (Graphiurus crassicaudatus)
- Johnston-Bilch (Graphiurus johnstoni)
- Kellens Bilch (Graphiurus kelleni)
- Lorrain-Bilch (Graphiurus lorraineus)
- Kleinohr-Bilch (Graphiurus microtis)
- Monards Bilch (Graphiurus monardi)
- Afrikanischer Waldbilch (Graphiurus murinus)
- Großer Afrikanischer Bilch (Graphiurus nagtglasii)
- Brillenbilch (Graphiurus ocularis)
- Afrikanischer Felsenbilch (Graphiurus platyops)
- Afrikanischer Steinbilch (Graphiurus rupicola)
- Afrikanischer Schmuckbilch (Graphiurus surdus)
- Verheyen-Bilch (Graphiurus walterverheyeni)